# マリア (映画)
『マリア』（The Nativity Story）は、2006年のアメリカ映画。キリスト降誕を描いたドラマ作品であり、バチカン市国でプレミアが行われた。

## キャスト
| 役名         | 俳優                           | 日本語吹替 |
| ------------ | ------------------------------ | ---------- |
| マリア       | ケイシャ・キャッスル＝ヒューズ | 園崎未恵   |
| ヨセフ       | オスカー・アイザック           | 小森創介   |
| アンナ       | ヒアム・アッバス               | 久保田民絵 |
| ヨアキム     | ショーン・トーブ               | 仲野裕     |
| ヘロデ大王   | キアラン・ハインズ             |            |
| エリサベト   | ショーレ・アグダシュルー       |            |
| ザカリア     | スタンリー・タウンゼント       |            |
| ガブリエル   | アレクサンダー・シディグ       |            |
| メルキオール | ナディム・サワラ               |            |
| バルタザール | エリック・エブアニー           |            |
| ガスパール   | ステファン・カリファ           |            |